# François Nicolaas Fagel
François Nicola(a)s Fagel, född 1645, död 1718, var en nederländsk general. Han var brorson till Casper Fagel.
Fagel var general i Generalstaternas armé, blev sedermera kejserlig tysk riksfältmarskalk och deltog med utmärkelse i spanska tronföljdskriget där hans insats i slaget vid Malplaquet bör nämnas jämte fälttåget i Portugal 1705.